# Hinriksson
Hinriksson ist ein isländischer Name.

## Bedeutung
Der Name ist ein Patronym und bedeutet Hinriks Sohn. Die weibliche Entsprechung ist Hinriksdóttir (Hinriks Tochter).

## Namensträger
- Blær Hinriksson (* 2001), isländischer Filmschauspieler
- Þórhallur Örn Hinriksson (* 1976), isländischer Fußballspieler